# Luigi Lomellini
Marchese Luigi Lomellini Tolot (Genova, 1805 – 1883) è stato un patriota italiano.
Nel 1848 seguì Luciano Manara in Lombardia, ma l'impresa si rivelo una catastrofe e Lomellini fu costretto a tornare a Genova.
Nel 1853 fondò Associazione e lavoro, di cui fu direttore fino al 1855.
Marito della Marchesa Nobildonna Giuseppina Tolot, la quale grazie all’ingente lascito della maggior parte della sua eredità paterna, del 1881, fu fondato l’Asilo infantile Tolot, tuttora esistente, destinato ai bambini bisognosi e organizzato con criteri moderni, anche sotto l’aspetto architettonico, con programmi didattici all’epoca d’avanguardia, perché inteso come istituzione educativa e non come semplice luogo di custodia. Il marchese Giovanni Ricci, esecutore testamentario incaricato della costruzione dell’istituto, commissionò allo scultore Cevasco il busto della donatrice, collocato nella lunetta in alto. A memoria dell’importante donazione, a Palazzo Tursi, in via Garibaldi, sede del Municipio genovese, a Giuseppina Tolot (o Tollot) fu intitolata una sala, ove si conserva un suo ritratto bronzeo, opera di Giovanni Scanzi.